# 小助川次雄
小助川 次雄（こすけがわ つぎお、1933年6月8日 - ）は、日本の牧師、神学校教師。シオンの丘秋田キリスト教会牧師。
日本ルーテル同胞教団秋田めぐみキリスト教会名誉牧師、同教会こひつじ保育園園長、ルーテル同胞聖書神学校名誉校長、総動員伝道運営委員長。

## 来歴
秋田県生まれ。秋田大学卒業、東北大学大学院（心理学専攻）を修了。米国ルーテル同胞神学校卒業。

## 著書
- 『ここに救いがある』（いのちのことば社、信仰良書） 1972.1
- 『大いなる招き - 神の愛の深さ』（いのちのことば社） 1978.1
- 『信仰と不信仰の間 - 確信への処方箋』（いのちのことば社） 1979.7
- 『テサロニケ・テモテ・テトス・ピレモン』（木下奉子, 国吉守, 田村幸三, 堀越暢治, 蔦田公義共著、いのちのことば社、新聖書講解シリーズ9） 1983 - Ⅰ) テモテを担当
- 『老いを日々新しく』（いのちのことば社） 1985.1
- 『「教会」を建て上げる喜び』（いのちのことば社） 1991.12
- 『ひたすら人間らしさを求めて: 一牧師の体験による人生論』（いのちのことば社） 2003.12
- 『もう一つの愛 - どんな人をも生かすキリストの愛』（新風舎） 2007.3
- 『こんなにすばらしい救いを 日本でクリスチャンとして生きること』（いのちのことば社） 2017.1
- 『八十六歳・日々新しく』（文芸社） 2019.10

## 翻訳
- 『人と人を結ぶもの』（C・M・ナラモア、いのちのことば社） 1971
- 『キリスト教カウンセリング - その基礎理論と実際』（クライド・M・ナラモア、いのちのことば社） 1975
- 『クリスチャン・カウンセリングの実際』（クライド・M・ナラモア、いのちのことば社） 1994